# Kania Mała
Kania Mała – kolonia w Polsce położona w województwie zachodniopomorskim, w powiecie stargardzkim, w gminie Chociwel na północ od Kani, położona 8,5 km na północny zachód od Chociwla (siedziby gminy) i 25 km na północny wschód od Stargardu (siedziby powiatu).